# Quadrato rosso
Realismo pittorico di una contadina in due dimensioni, noto anche, più popolarmente, come Quadrato rosso, è un dipinto ad olio su carta dell'artista russo Kazimir Malevič del 1915, appartenente all'avanguardia del suprematismo russo. Opera totalmente anti-figurativa e non rappresentativa, il dipinto mostra semplicemente un quadrilatero rosso su fondo bianco.

## Storia
Il dipinto, realizzato nel 1915 quando Malevič iniziò a distaccarsi dal futurismo per sperimentare con l'arte suprematista, fu esposto per la prima volta lo stesso anno durante l'ultima mostra futurista tenutasi a Pietrogrado (oggi San Pietroburgo). Insieme ad esso furono esposte altre opere famose dell'artista come Quadrato nero. Tuttavia, quando nel 1922 si tenne a Berlino la prima mostra dell'arte russa, il Quadrato rosso non fu tra le opere di Malevič selezionate per essere esposte. Questo e altri due quadri di Malevič sono stati restaurati poco prima della sua morte  perché la vernice stava iniziando a sfaldarsi, problema che ha continuato a verificarsi negli anni successivi, con i restauri più recenti risalenti agli anni ottanta.

## Descrizione
In pieno stile suprematista, l'opera cerca di liberare se stessa, e di conseguenza l'arte in generale, dal peso della rappresentazione figurativa. In questo determinato caso Malevič decise di ridurre al minimo geometrico la figura di una contadina (da qui il titolo originale). Essa viene definita, in una lettera lasciata dall'artista, "la singola icona nuda e senza cornice del nostro tempo". Densamente dipinto, il Quadrato rosso è realizzato tramite un'intensa pennellata con l'applicazione piatta del pigmento rosso rubino che crea un effetto ambiguo sulla superficie del dipinto, conferendogli una forte profondità e luminosità. L'aspetto del colore è uniforme, senza ombre o toni, ma l'applicazione effettiva del colore non è meticolosa. Come la maggior parte delle opere suprematiste di Malevič non esiste un modo corretto di appendere questo dipinto. Sul retro della tela è presente una nota lasciata dall'artista con scritto "Suprematismo (Contadina)" ed essa, ad oggi, risulta essere una delle prime volte in cui la parola suprematismo è stata utilizzata in ambito artistico.